# 웨이스트랜드 2
《웨이스트랜드 2》(Wasteland 2)는 인엑자일 엔터테인먼트가 개발하고 딥 실버가 배급한 2014년 롤플레잉 비디오 게임이다. 《웨이스트랜드》 시리즈 두 번째 작품이자 1988년 게임 《웨이스트랜드》의 후속작이다. 킥스타터를 통한 크라우드펀딩으로 개발비를 모금해 제작됐다. 2014년 9월 19일 마이크로소프트 윈도우, OS X 및 리눅스 플랫폼으로 출시됐다.
핵무기로 인한 종말 후 미국 남서부 지역이 무대이다. 시간대는 전작의 사건으로부터 15년 후인 2102년으로 근방 지역을 통솔하는 집단으로 성장한 사막 파수꾼이 다시 주인공이다. 어느 날 사막 파수꾼이 보낸 노련한 정찰병 에이스가 시체로 발견되고 라디오로 '인류와 기계를 통합한다'는 의문의 신호를 수신하자, 다시 새로운 파수꾼을 모집해 에이스를 살해한 범인을 수색하고 미지의 세력을 밝히는 것이 게임의 목표이다.
출시 당시 《웨이스트랜드 2》는 언론으로부터 대체적으로 긍정적인 평가를 받았다. 2015년, 게임플레이를 개선하고 컨텐츠를 추가한 확장판이 《웨이스트랜드 2: 감독판》이라는 제목으로 출시됐다. 2020년에 후속작 《웨이스트랜드 3》가 발매됐다.

## 반응
《웨이스트랜드 2》는 2014년 출시 당시 리뷰 애그리게이터 웹사이트 메타크리틱에서 81/100점을 기록해 "대체적으로 긍정적인 평가"를 받았다.

## 참조

### 주해
1. ↑  영어: Wasteland 2: Director's Cut